# Filip Klapka
Filip Klapka (* 20. června 1981) je český fotbalový trenér a bývalý fotbalový záložník. Jeho kariéru brzdila četná zranění. 

## Klubová kariéra
Hradecký odchovanec, v létě 2004 přestoupil do FK Jablonec. Po šesti letech zamířil z Jablonce do kazašského týmu Tobol Kostanaj FK. V lednu 2011 se vrátil zpět do Hradce Králové, zájem o něj měl trenér Václav Kotal. V sezóně 2012/13 jej pronásledovala zranění a klub avizoval, že mu kvůli tomu neprodlouží smlouvu.

## Trenérská kariéra
V roce 2020 převzal jako hlavní trenér tým Hradce Králové do 19 let. Od ledna 2023 je trenérem divizního SK Vysoké Mýto.